# Brynolf Wennerberg

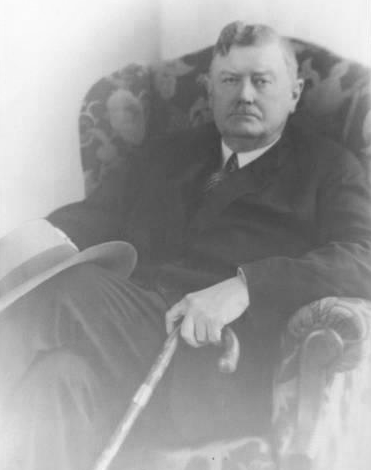
Brynolf Wennerberg, 1925, Fotografie, Privatbesitz

Brynolf Wennerberg, auch Brynolf Wennerberg der Jüngere (* 12. August 1866 in Otterstad, Schweden; † 30. März 1950 in Bad Aibling), war ein schwedisch-deutscher Maler, Zeichner und Gebrauchsgrafiker. Als Mitarbeiter des satirischen Blattes Simplicissimus und der amerikanischen Zeitschriften Pictorial Review und Puck erlangte er internationale Bekanntheit.

## Leben

### Biografie
Brynolf Wennerberg wurde am 12. August 1866 in Otterstad/Schweden am Südufer des Vänersees geboren. Er wuchs in einer ländlichen, begüterten Adelsgesellschaft auf. Sein Vater, der Gestütsbesitzer Gunnar Brynolf Wennerberg (1823–1894), war ein akademischer Maler aus der Düsseldorfer Malerschule. Er führte ein den Künsten aufgeschlossenes Haus.
1885 ging Brynolf Wennerberg an die Kunstgewerbeschule in Stockholm und ein Jahr später auf die Kunstnernes Frie Studieskoler (die freien Studienschulen der Künstler) in Kopenhagen/Dänemark, um bei Peder Severin Krøyer (1851–1909) zu studieren. 1888 verließ Brynolf Wennerberg Kopenhagen und suchte seinen Erfolg als Zeichner in Leipzig. Die Stadt war seit 1825 das Zentrum des Buchhandels und damit ein Drehpunkt des Verlagswesens für Buch- und Notendruck. Schon 1896 lassen sich illustrierte Notentitel von Brynolf Wennerberg nachweisen, die sich heute vor allem im Museum für Kunst und Gewerbe Hamburg befinden.
In Leipzig lernte Brynolf Wennerberg die junge Helene Pauline (geb. Hermann, * 5. März 1872 in Herzberg/Elster) kennen, die er 1889, mit 23 Jahren heiratete. Dort kamen auch seine Töchter Astrid (* 1891) und Ellen (* 1893) zur Welt.
Anfang 1900 zog Wennerberg mit seiner Familie nach Fürstenfeldbruck, nahe München. Von 1901 bis 1905 lebten sie dort im Villenvorort Emmering, wo 1902 die dritte Tochter, Charlotte, geboren wurde. 1905 fand die Familie eine Wohnung in München in der Schwanthalerstraße. Am 5. März 1908 mietete Brynolf Wennerberg sich dort ein Atelier in der Hermann-Schmid-Straße.

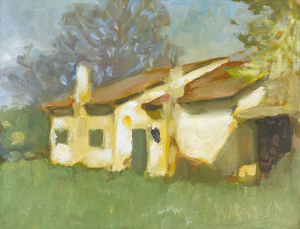
Ehemaliges Atelier von Brynolf Wennerberg in Bad Aibling, Öl auf Karton, 28,5 × 36,5 cm, Privatbesitz

Am 2. Januar 1911 starb die zweite Tochter Ellen mit sechzehn Jahren an Tuberkulose. Helene Wennerberg konnte sich von dem Schicksalsschlag nicht erholen. Die Ehe zerbrach im folgenden Jahr. Am 6. März 1912 fand auch ihr Leben ein Ende.
Am 3. Januar 1912 hatte Wennerberg mit seinen beiden Töchtern die bayerische Staatsangehörigkeit erhalten.
Nach dem Tod seiner Frau entschloss sich Brynolf Wennerberg, München zu verlassen. Er reiste mit der jüngsten Tochter Charlotte, der Witwe Anny von Reznicek, die er in England heiratete, und deren Pflegetochter Else Lang (1902–1988) am 22. April 1912 auf die Isle of Wight. Seine älteste Tochter Astrid folgte kurz darauf. Die Abmeldung in München erfolgte am 1. Juli 1912. Ab dem 9. Oktober 1912 lebte die Familie in Paris. Im November bezogen sie dort eine Wohnung in der rue St. Dominique 118.
Wie viele andere Künstler wurde auch Brynolf Wennerberg 1914 vom Ausbruch des Ersten Weltkrieges im Ausland überrascht. Die Familie befand sich im Schweizer Sommerquartier in Glarisegg. Eine Rückkehr nach Frankreich war nicht mehr möglich. Die Einrichtung und alle schriftlichen und künstlerischen Unterlagen gingen in Paris verloren.
Ab 1915 wohnte Brynolf Wennerberg mit seiner Familie in der oberbayerischen Stadt Bad Aibling in der Villa Mina am Kurpark. Für seine Arbeit mietete er das ehemalige Atelier von Wilhelm Leibl an. Jetzt erst widmete er sich intensiver der Malerei. Brynolf Wennerberg starb am 30. März 1950 in Bad Aibling.
Der schriftliche Nachlass des Künstlers wird heute im Deutschen Kunstarchiv (DKA) im Germanischen Nationalmuseum, Nürnberg, aufbewahrt.

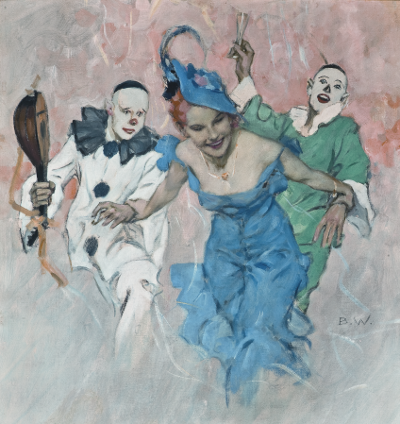
Columbine mit zwei Pierrots, Tempera auf Leinwand, 53,0 × 50,0 cm, Privatbesitz

### Der Maler Brynolf Wennerberg
Wennerberg war kein Landschaftsmaler, auch wenn er ab 1915 Landschaftsbilder der neuen Heimat in Oberbayern schuf. Sein Thema war der Mensch und insbesondere die jugendliche, schmalgliedrige Frau mit ihrem ungewissen, verhaltenen Lächeln, dem „Wennerberg-Lächeln“.
Zu den begehrtesten Gemälden Wennerbergs zählen heute die Karnevals- und Zirkusbilder, in denen eine Tänzerin in der Gestalt der Columbine und ihr Begleiter Pierrot in allerlei Verkleidungen auftreten. Es sind zeitgemäße Neuschöpfungen eines alten künstlerischen Themas, die ihn zu einer singulären Erscheinung in der Malerei und in der Grafik in der ersten Hälfte des 20. Jahrhunderts werden lassen.
Wennerberg war 1938, 1943 und 1944 mit jeweils einem Gemälde auf der Großen Deutschen Kunstausstellung in München vertreten.

## Werk

### Arbeiten für deutsche Zeitschriften

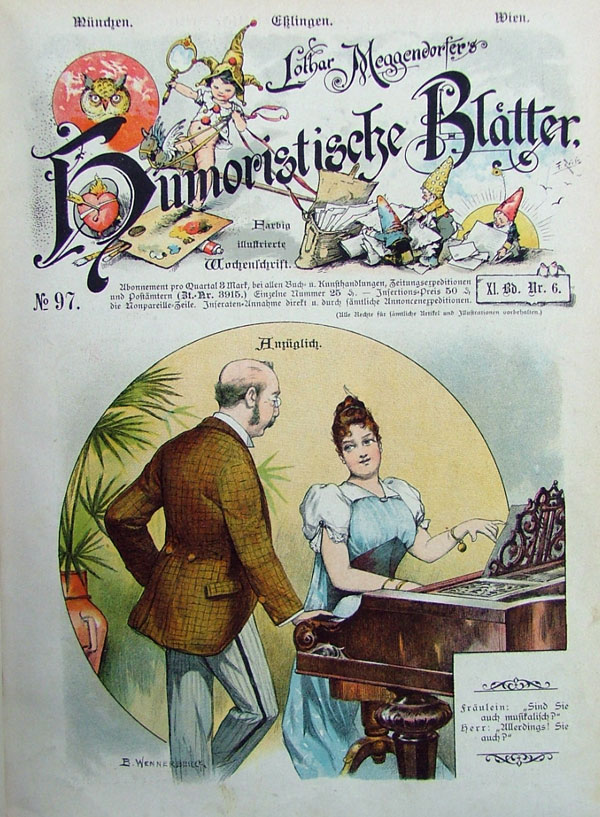
Meggendorfer Blätter, Titelbild Humoristische Blätter Nr. 97

Meggendorfer Blätter, Simplicissimus, Lustige Blätter, Die Woche

#### „Meggendorfer Blätter“
Wennerbergs künstlerische Laufbahn begann 1892 mit der Tätigkeit für die damals in Deutschland weit verbreitete Zeitschrift Meggendorfer Blätter. Farbig Illustrierte Wochenschrift für Humor und Kunst. Viele junge Akademiestudenten profitierten von derartigen, neuen Zeitschriften, denn sie waren als Illustratoren gesuchte Mitarbeiter. Diesem Broterwerb ging Wennerberg vor allem in den Jahren 1892 bis 1900 nach. Vermutlich 1901 stellte er seine Arbeit für die Zeitschrift ein. Insgesamt fanden sich 67 Belege für Wennerbergs Tätigkeit bei den Meggendorfer Blättern.

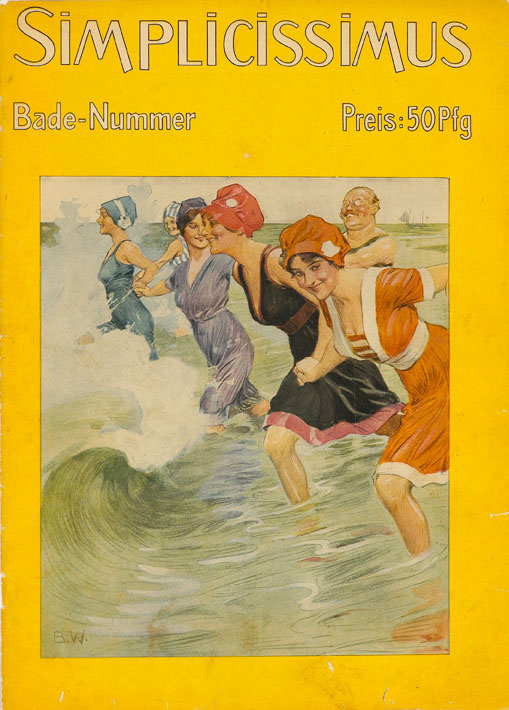
Badenummer, Simplicissimus Titelseite, 1913, Privatbesitz

#### „Simplicissimus“

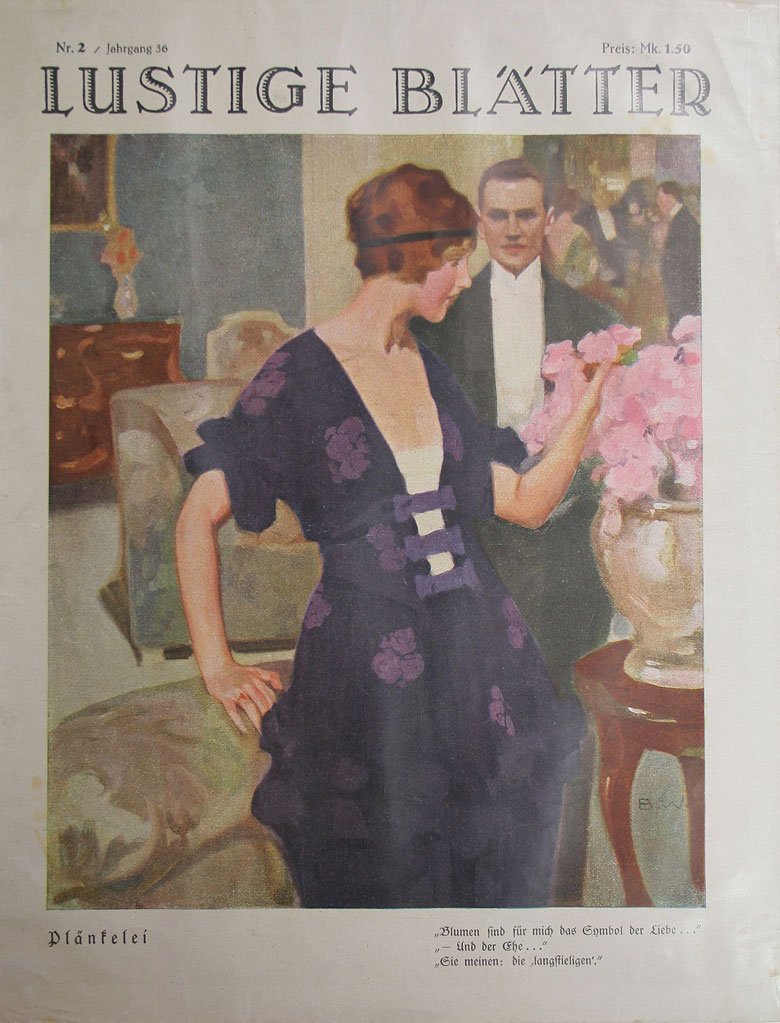
Lustige Blätter, Plänkelei, Titelseite, 1921, Privatbesitz

1909 begann Wennerberg als Zeichner für den Simplicissimus in München zu arbeiten. Seine Kollegen dort waren u. a. Thomas Theodor Heine (1867–1948), Olaf Gulbransson (1873–1958) sowie Eduard Thöny (1866–1950). Für Brynolf Wennerberg bedeutete dies einen Karrieresprung. In jenem Jahr 1909 waren Albert Langen (1869–1909), der geniale Verleger der geistreichen Zeitschrift und Ferdinand von Reznicek (1868–1909), der beliebte Zeichner und Illustrator der Darstellung der ein wenig anrüchigen Femme fatale, verstorben. Die erste Illustration von Brynolf Wennerberg brachte der Simplicissimus am 15. November 1909; seine letzte am 18. März 1919. Das erste Titelblatt von Wennerberg, eine „Karnevals-Nummer“, erschien am 31. Dezember 1912. Insgesamt sind fünf Titelseiten zu ermitteln. Diese Titelseiten wurden später zusammen mit weiteren besonders beliebten Illustrationen gesondert als großformatige Kunstdrucke in Mappen verkauft oder als Bücher zusammengestellt. Noch erfolgreicher waren seine Postkarten nach Motiven von Abbildungen im Simplicissimus. Insgesamt wurden 103 Abbildungen von Wennerberg in diesem Periodikum gedruckt. Nach seinem Ausscheiden wurden die erfolgreichen Illustrationen bis in das Jahr 1925 noch beworben. Erfolgreiche Zeichnungen bot die renommierte Galerie Heinemann in München als Kommissionsware zum Verkauf an.

#### „Lustige Blätter“
Die Zeitschrift Lustige Blätter war ein bekanntes Witzblatt, das politische wie auch unpolitische Texte und Illustrationen enthielt. Als bedeutende Zeichner kann man Lyonel Feininger (1871–1956), Ernst Heilemann (1870–1936), Fritz Koch-Gotha (1877–1956), Walter Trier (1890–1951) sowie Heinrich Zille (1858–1929) nennen. 1916, im Ersten Weltkrieg, trat Brynolf Wennerberg in deren elitären Kreis ein. Seine Rolle lag wiederum nicht in der Karikatur, sondern in der Vielseitigkeit und Aktualität seiner Personenführung. Auch hier zeigte sich der Künstler als beliebter und erfolgreicher Zeichner, der dank seiner eleganten, spritzigen und leicht ironischen Darstellung seine Abonnenten gewann. Über 100 Illustrationen von seiner Hand sind bei den Lustigen Blättern nachweisbar.

### Arbeiten für internationale Zeitschriften

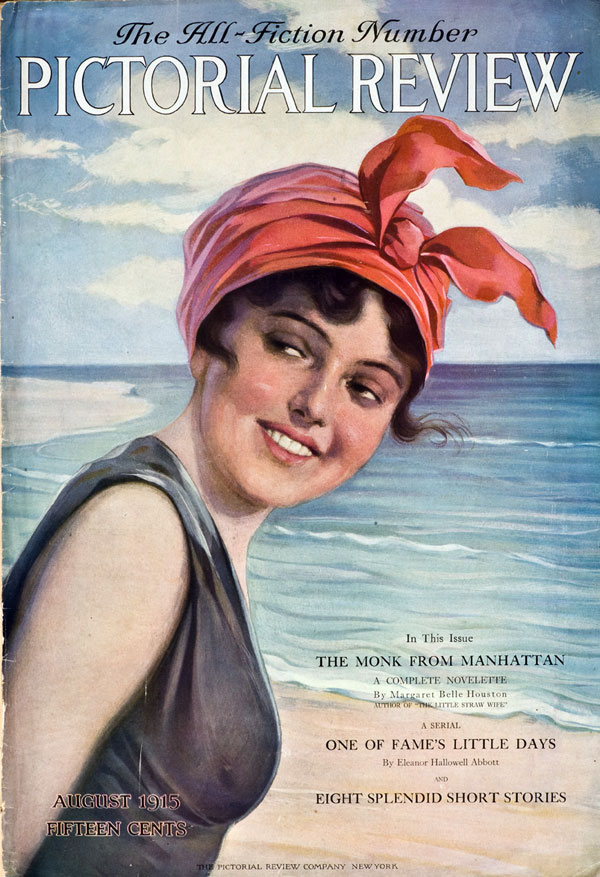
Pictorial Review, Titelseite, 1915, Privatbesitz

#### Modezeitschrift „Pictorial Review“
Bereits im August 1910 gestaltete Brynolf Wennerberg die Titelseite der amerikanischen Modezeitschrift Pictorial Review: ein vergnügtes Mädchengesicht dreht sich zum Betrachter um und fordert diesen auf, die Ferien am Strand mit Meer und Sonne zu verbringen. Fünf Jahre später, 1915, blickte erneut ein hübsches Mädchen im Badeanzug mit einem roten Kopfputz von der Titelseite der gleichen Zeitschrift den künftigen Käufer verschmitzt lächelnd an. Die von Wennerberg gestalteten Seiten entsprechen dem Image eines gutbürgerlichen, allgemeinen Geschmacks.

#### Satirezeitschrift „Puck“
Wirkungsvoller arbeitete Wennerberg in den beiden Kriegsjahren 1914 und 1915 für die amerikanische Zeitschrift Puck, die als erfolgreichste Zeitschrift für Satire in den USA im 19. und 20. Jahrhundert gilt. Die Titelbilder Wennerbergs waren anspruchsvoll, witzig und originell. Das Erste erschien mit der Unterschrift „Lady Fingers“ im Juni 1914. Der Kontakt zu dem Satireblatt Puck brach 1915 infolge des Kriegsgeschehens in Europa ab. Einen Ausgleich bildeten sowohl die Arbeiten für die Lustigen Blätter als auch in den zwanziger Jahren die Aufträge für Die Woche, ebenfalls eine illustrierte Wochenzeitschrift.

### Werbung

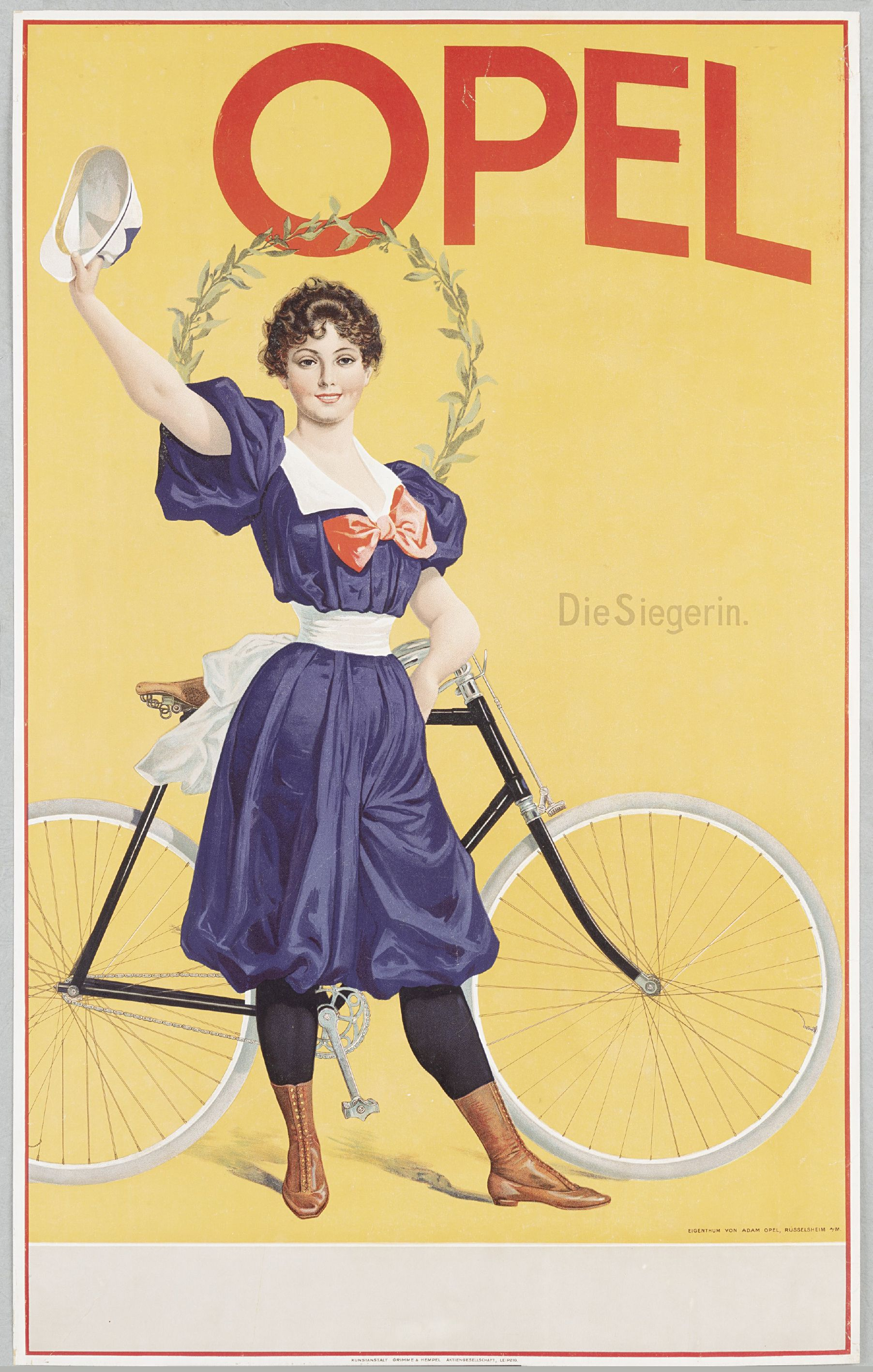
Werbeplakat, Opel, Die Siegerin, 1898, Lithografie

#### Plakate
Die ersten Plakate von Brynolf Wennerberg sind auf das Jahr 1898 zu datieren. Es sind Veranstaltungsplakate für die Bühne, wie für das „Ibsen-Theater“ und das Varieté in Leipzig, aber auch das Bremer Tivolitheater.
Weitere Aufträge für Plakate folgten. Eines der ansprechendsten Plakate „Die Siegerin“ entwarf Wennerberg für die Firma Opel, die 1898 vor allem in der Produktion von Fahrrädern einen guten Namen hatte. Ab 1900 nahm die Produktion von Plakaten allgemein und auch bei Wennerberg deutlich zu, um im folgenden Jahrzehnt bis zum Ersten Weltkrieg sprunghaft zu steigen.
1918 entwarf der Künstler für die Schweizer Bekleidungsfirma PKZ, die bis heute aufwändige Garderobe für hohe Ansprüche anbietet, ein attraktives Plakat: Duftig, schwingend und graziös wandelt die Dame über den Bootssteg, der hier zum Laufsteg wird. Der elegante Herr mit Hut und Reitpeitsche bietet männlichen Schutz, wobei es fraglich bleibt, ob sie ihn annimmt. Ihr zauberhaftes Lächeln weist eine gewisse Unbestimmtheit auf. Vielleicht wird in diesem Lächeln ein Wandel des Frauenbildes angedeutet, der 1926 dann vollzogen war. Im Plakat der „Casanova Zigaretten“ sitzen und stehen vier Mädchen in einteiligen formbetonenden Badeanzügen am Strand. Wie selbstverständlich hält jede der lächelnden Frauen eine Zigarette in der Hand. Im oberen Bildfeld liest man „Wir“. Brynolf Wennerberg hatte so die Metamorphose zur modernen Frau dezent, doch aufmerksam in vielen Plakaten begleitet.

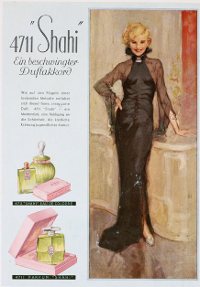
Werbung für 4711 Shahi, 1936, Druckgrafik

#### Gebrauchsgrafiken
Tatsächlich hatte der „Wennerberg-Typ“ alle Bereiche der Wirtschaft in den zwanziger Jahren erobert. Besonders in den Jahren 1925 bis 1935/1936 war Wennerberg für große Firmen sehr erfolgreich. Der Künstler realisierte Aufträge von Bekleidungs-, Kosmetik-, Lebensmittel-, Sanitär-, Technik-, Wäsche-, Waschmittel- und Zigarettenfirmen; auch der Feuerlöscher „Minimax“ wurde erfolgreich beworben. Wennerbergs künstlerische Imagination auf dem Gebiet der Werbung fand ihre Durchführung bei Zeitungsannoncen, Werbeprospekten, Broschüren, Reklamemarken und natürlich bei großflächigen Plakaten. Zugleich war sein Name ein Werbeträger für Zeitschriften wie die Lustigen Blätter und den Simplicissimus. Ferner finden sich farbige Abbildungen seiner Werbetätigkeit in der Fachliteratur, wie der Zeitschrift Reklame. Zu den großen Auftraggebern gehörten u. a. die Firmen Junkers & Co., 4711 Kölnisch Wasser und Klepper.

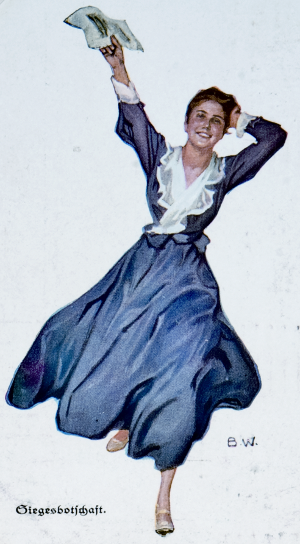
Siegesbotschaft, Postkarte, 1915, Lithografie

#### Kunstpostkarten
Die große Menge der Werbepostkarten ergänzten dieses Spektrum. Firmen wie Lux-Seifenflocken, Kaiser’s Brustkaramellen, Nähmaschine „Mundlos“, Küchenherd „Senking“, Feist-Cabinett und Sagrotan nahmen den Werbedesigner Wennerberg in Anspruch. Auch die Weltfirma Persil war darunter sowie der Berliner Optikhersteller C.P. Goerz A.G.
Mit dem Ausbruch des Ersten Weltkrieges gewann die Kriegspostkarte an Aktualität. Auf ihr beruhte der überwältigende Erfolg des Künstlers und sein hoher Bekanntheitsgrad. Die Kriegspostkarten von Brynolf Wennerberg sind bis heute international beliebte Sammelobjekte.

### Illustrationen in Publikationen (Auswahl)
- Almanach der „Lustigen Blätter“ für 1918-1920. Berlin 1918–1920.
- Oskar Blumenthal: Lebensschwänke. Berlin 1917.
- Hans Brennert: Frühlingsküsse. Jungleutgeschichten von Tanzen, Liebe, Nachtigallen und jungen Mädchen. Mit Bildern von Brynolf Wennerberg. Berlin 1919.
- Hans Brennert: Der erdbeersüße Mund. Geschichten aus schöner Zeit. Buntes Titelbild von B. Wennerberg. Berlin 1920.
- Liesbet Dill: Lonys Flug in die Welt. Mit 2 Buntbildern von Bruno Wennerberg. Leipzig 1918.
- Adele Elkan: Hilde Gerstners Studienzeit. Mit vier farbigen Bildern von Brynolf Wennerberg. Leipzig 1921.
- Else Hofmann: Vierblatt. Erzählung für junge Mädchen. Mit 5 Bildern von B. Wennerberg. 4. Auflage. Leipzig [1925].
- Else Hofmann: Im Waldpensionat. Mit 5 Bildern von B. Wennerberg. 9. Auflage. [1921].
- Henny Koch: Das Komteßchen. Umschlag- und Einbandzeichnung von B. Wennerberg. Berlin 1920.
- Hans Köstling: Eva. Titelbild von B. Wennerberg. Berlin 1920.
- Kriegsalbum der „Lustigen Blätter“. Berlin, 1.1914 – 8.1918.
- Hans Land: Das Mädchen mit dem Goldhelm. Titelbild von B. Wennerberg. Berlin 1918.
- Victor Laverrenz: Lustige Fahrten. Berlin 1917.
- Artur Lokesch: Wir halten durch! Saftige Witze und blutige Kalauer aus unserer Kriegsküche. Berlin 1916.
- Artur Lokesch: Der feldgraue Fratz, wie er liebt und lebt und lebt. Berlin 1916.
- Meinhold Rau: Die Skitour. Mit Zeichnungen von B. Wennerberg. In: Simplicissimus. Bilderbogen. Jg. 16. H. 52. 1912.
- Hans Joachim Frhr. v. Reitzenstein: Das himmlische Lächeln. Buntes Titelbild von B. Wennerberg. Berlin 1919.
- Peter Schlemihl: Im Bade. Mit Zeichnungen von B. Wennerberg. In: Simplicissimus. Badenummer. Jg. 15. H. 26. 1911.
- Tanzende Nymphen. Ein Tanzbilderbuch. Berlin 1919.
- Ludwig Thoma: Lilly. Mit zwölf Zeichnungen von B. Wennerberg. In: Simplicissimus. Karnevalsnummer. Jg. 15. H. 52. 1911.
- Ludwig Thoma: Familie Ramler. Mit zwölf Zeichnungen von B. Wennerberg. In: Simplicissimus. Karnevalsnummer. Jg. 16. H. 52. 1912.
- Ludwig Thoma: Konstantin Seitz auf dem Bal paré. Mit Zeichnungen von B. Wennerberg. In: Simplicissimus. Karnevalsnummer. Jg. 17. H. 52. 1913.
- Ludwig Thoma: Münchner Karneval. Mit achtundfünfzig Zeichnungen von F. von Reznicek und B. Wennerberg. München 1913.
- Ludwig Thoma: Tango. Mit Zeichnungen von B. Wennerberg. In: Simplicissimus. Karnevalsnummer. Jg. 18. H. 53. 1914.
- Ludwig Thoma: Der Tanz. München. Mit Zeichnungen von B. Wennerberg. In: Simplicissimus. Karnevalsnummer. Jg. 14. H. 53. 1910.
- Heinz Tovote: Fräulein Griesebach. Berlin 1917.
- Heinz Tovote: Nimm mich hin! Berlin 1918.
- Heinz Tovote: Brautfahrt. Berlin 1923.
- PǺ PERMISSION! Konstnärsalbum. Utgivet av Gustav Hochstetter. Med 20 Bilder ur „Lustige Blätter“ av B. Wennerberg, E. Heilemann, Lutz Ehrenberger, C.O. Petersen och W. Helwig. Berlin o. J.
- Bruno Prochaska: Simplicissimus-Bilderbogen: Im Seebad. Verse v. Bruno Wolfgang. München 1911.
- Bruno Prochaska: Simplicissimus-Bilderbogen: Das gefährliche Alter. Verse v. Bruno Wolfgang. Jg. 16. H. 52. München 1912.
- Else Ury: Jugend voraus! Erzählung für Knaben und Mädchen. Mit schwarzen und farbigen Bildern von B. Wennerberg. Berlin 1933.
- Walter Ziersch: G’schpusi. Berlin 1925.

## Ausstellungen
- Von der Leichtigkeit des Seins. Die Bilder des Brynolf Wennerberg (1866–1950). 14. November 2013 bis 17. März 2014 im Stadtmuseum Fürstenfeldbruck.
- Brynolf Wennerberg 1866–1950, Maler – Zeichner – Gebrauchsgraphiker. Vom 10. Mai bis 22. Juni 2014 in der Galerie im Alten Rathaus Prien.
- Zuversicht – Brynolf Wennerberg (1866–1950) – Maler, Zeichner und Gebrauchsgrafiker. Vom 23. April 2015 bis 9. August 2015 im Deutschen Bernsteinmuseum Ribnitz-Damgarten.
- Brynolf Wennerberg – Eine Fidele Fuhre. 20. August bis 18. September 2016 im Kunstverein Bad Aibling.
- Brynolf Wennerberg und das Lächeln der Frauen. 2017, Museum Kronberger Malerkolonie, Kronberg im Taunus.
- Den okände Wennerbergaren. 2017, Galleri porten, Lidköping (Schweden).